# Shigemitsu Egawa
Shigemitsu Egawa (江川 重光 Egawa Shigemitsu?), född 31 januari 1966, är en japansk tidigare fotbollsspelare och tränare.
I januari 1989 blev han uttagen i Japans herrlandslag i futsal till Världsmästerskapet i futsal 1989.